# Теона Стругар Митевска
Теона Стругар Митевска (Скопље, 14. март 1974) македонска је редитељка и продуценткиња. Њена сестра је глумица Лабина Митевска. Теона заједно са братом и сестром, Вуком и Лабином, води породичну продукцију Сестре и Брат Митевски.

## Биографија
Рођена је у Скопљу у Македонији 1974. године, од шесте до дванаесте године појављивала се као глумица на македонској телевизији. Студирала је сликарство и графички дизајн, и радила као уметнички директор. Преселила се у Њујорк и завршила мастер студије филма у Tisch School of the Arts на Универзитету у Њујорку.
Посвећена феминистичком активизму кроз уметничку димензију. У прилог веће једнакости између мушкараца и жена у филму, и као референтне примере наводи дела Лукреције Мартел, Клер Денис, Маје Дерен, Кире Муратове, Атине Рејчел и Урсуле Мајер.
Њена сестра је глумица и продуценткиња Лабина Митевска. Брат Вук Митевски је вајар, сликар и графички дизајнер, а од 2008. године ради и на анимираном филму. Заједно су 2001. године основали продуцентску кућу Сестре и Брат Митевски.

## Каријера
Теона Стругар Митевска је 2001. године дебитовала као редитељ кратким филмом Вета, који је добио Специјалну награду жирија на Берлиналу.
Њен први дугометражни филм, Како сам убио свеца, премијерно је приказан на Међународном филмском фестивалу у Ротердаму 2004. године. Филм представља део македонског живота 2001. године, када је бивша Југословенска Република избегла грађански рат са својим албанским грађанима. Прича је заснована на љубави брата и сестре који су фрустрирани различитим политичким идејама. Снимљен у окултном и воајерском стилу, практично без крупних планова, редитељка реално преноси свеобухватну забринутост земље на ивици грађанског рата.
Теона Стругар Митевска се 2008. враћа на Берлинале са филмом Ја сам из Титовог Велеса. Приказан је на више од 80 фестивала широм света, и освојио је скоро 20 међународних награда. Смештене у живописном граду Велесу, три ожалошћене сестре покушавају да побегну од загушљиве атмосфере своје заједнице.
У Жена која је обрисала сузе, објављеном 2012. године, Викторија Абрил и Лабина Митевска играју две мајке чије се личне и паралелне приче спајају упркос географској удаљености.
У филму из 2017. години, Безимени дан, као полазну тачку користи истинит догађај, нерешено убиство четворице тинејџера. Циљ филма је да истражи укорењени мачизам, агресију и културне тензије које штете њеној земљи. Филм представљен је у селекцији Панорама на 67. Берлинском међународном филмском фестивалу.
Филм из 2019. године Бог постоји, зове се Петрунија инспирисан стварним случајем. Прича о дрскости жене узнемирене недостатком могућности за посао, без мотивације, која је на суманути начин скочила за крст који је православни свештеник бацио у реку на традиционалном годишњем такмичењу које би требало да буде резервисано за мушкарце. Филм је награђен Лукс наградом Европског парламента.

## Филмографија
- Вета (краткометражни, 2001)
- Како сам убио свеца (2004)
- Ја сам из Титовог Велеса (2007)
- Жена која је обрисала сузе (2012)
- Безимени дан (2017)
- Бог постоји, зове се Петрунија (2019)
- Најсрећнији човек на свету (2022)